# Protodarcia plumella
Protodarcia plumella är en fjärilsart som beskrevs av Walsingham 1892. Protodarcia plumella ingår i släktet Protodarcia och familjen äkta malar. Inga underarter finns listade i Catalogue of Life.